# Sean Fraser
Sean Peter Roy Fraser (Kingston, 15 de febrero de 1983) es un futbolista jamaicano.

## Trayectoria
Inició su carrera profesional en el Harbour View Football Club de la Liga Premier de Jamaica en el año 1998, y en el 2004 pasó a formar parte del Miami FC de los Estados Unidos. 
Fraser fue cedido en préstamo al Boavista Sport Club de Brasil para el año 2007, y posteriormente jugó para el Puerto Rico Islanders, y North East Stars de Trinidad y Tobago.
Tras rechazar una oferta del equipo trinitense, decidió jugar en la Primera División de El Salvador, con el Once Municipal de Ahuachapán para el Torneo Clausura 2011. Para el Torneo Apertura de ese mismo año se ubicó en la segunda posición de los mejores goleadores junto al panameño Anel Canales con 14 anotaciones, y logró el subcampeonato con el equipo canario.
Terminado el torneo, se convirtió en la nueva adquisición del equipo capitalino salvadoreño Alianza FC. Con el conjunto albo, Fraser se ubicó en el primer lugar de la tabla de goleadores con doce anotaciones, junto al panameño Nicolás Muñoz en el Torneo Apertura 2012. Llegó a disputar la final del certamen, en la que anotó el gol del empate ante Isidro Metapán en el extra tiempo, pero fueron los metapanecos quienes se proclamaron campeones a través de los tiros de penal. 
En el mes de enero de 2013, Fraser pasó a formar parte de las filas de Pumas Morelos de la Liga de Ascenso de México, y se convirtió en el primer jamaicano en jugar profesionalmente en tierra mexicana. Sin embargo, el equipo descendió a la Segunda División, y Fraser decidió retornar al Alianza para el Torneo Apertura 2013. Y meses después se sumó a las filas de C.D. Águila.   

### Selección nacional
Fraser ha representado a Jamaica en los torneos mundiales juveniles de Nueva Zelanda 1999 para menores de 17 años, y Argentina 2001 para menores de 20 años.

## Clubes
| Club                  | País              | Año       |
| --------------------- | ----------------- | --------- |
| Harbour View FC       | Jamaica           | 1998-2003 |
| Miami FC              | Estados Unidos    | 2004-2007 |
| Boavista              | Brasil            | 2007-2008 |
| Puerto Rico Islanders | Puerto Rico       | 2009      |
| North East Stars      | Trinidad y Tobago | 2010-2011 |
| CD Once Municipal     | El Salvador       | 2011      |
| Alianza FC            | El Salvador       | 2012      |
| Pumas Morelos         | México            | 2013      |
| Alianza FC            | El Salvador       | 2013-2014 |
| C.D. Águila           | El Salvador       | 2014-2016 |

## Palmarés

### Distinciones individuales
| Distinción                                      | Año  |
| ----------------------------------------------- | ---- |
| Goleador del Torneo Apertura de El Salvador (*) | 2012 |

(*) Compartió el liderato con Nicolás Muñoz, ambos con doce goles.